# 馬頭星雲

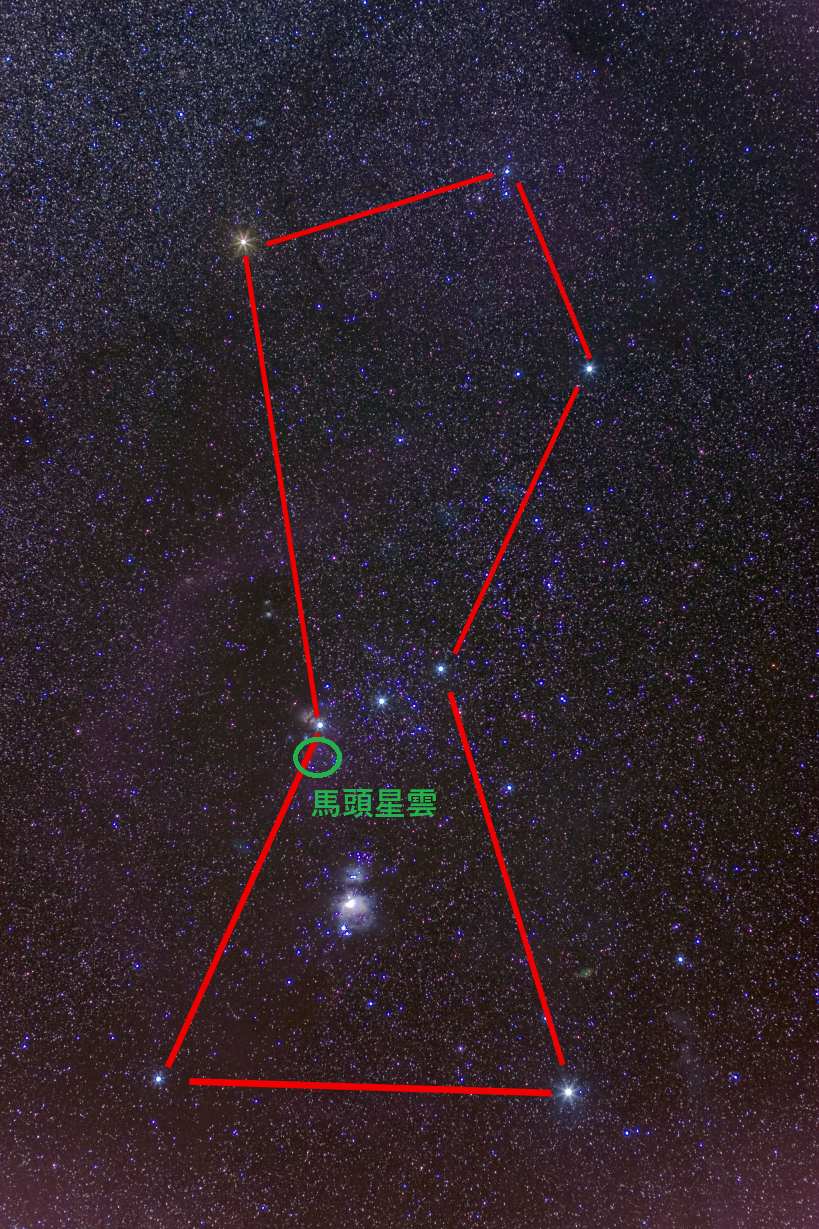
馬頭星雲はオリオン座中央三ツ星のゼータ（ζ）星の下に位置する。

馬頭星雲（ばとうせいうん、英: Horsehead Nebula）は、オリオン座にある暗黒星雲。オリオン座の三ツ星の東端にあるζ星の約27秒南に位置する。大きさは約7光年。
その名前の通り、馬の頭に似た形で非常に有名な星雲で、散光星雲IC434を背景に馬の頭の形に浮かびあがって見える。この星雲は巨大な暗黒星雲の一部である。1888年にハーバード大学天文台の写真観測によって初めて発見された。
星雲の西側の赤く光っている部分は、暗黒星雲の背景にある水素ガスが近くにあるオリオン座σ星からの紫外線を受けて電離したものである。馬頭星雲の黒い色は多量の塵を含んでいることによる。星雲から飛び出したガスは強い磁場によって細く集められている。馬頭星雲の根元近くの明るい点は生まれたばかりの若い星である。

## 画像

馬頭星雲
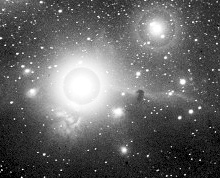
1888年にウィリアム・ヘンリー・ピッカリングが世界最初に撮影した画像。
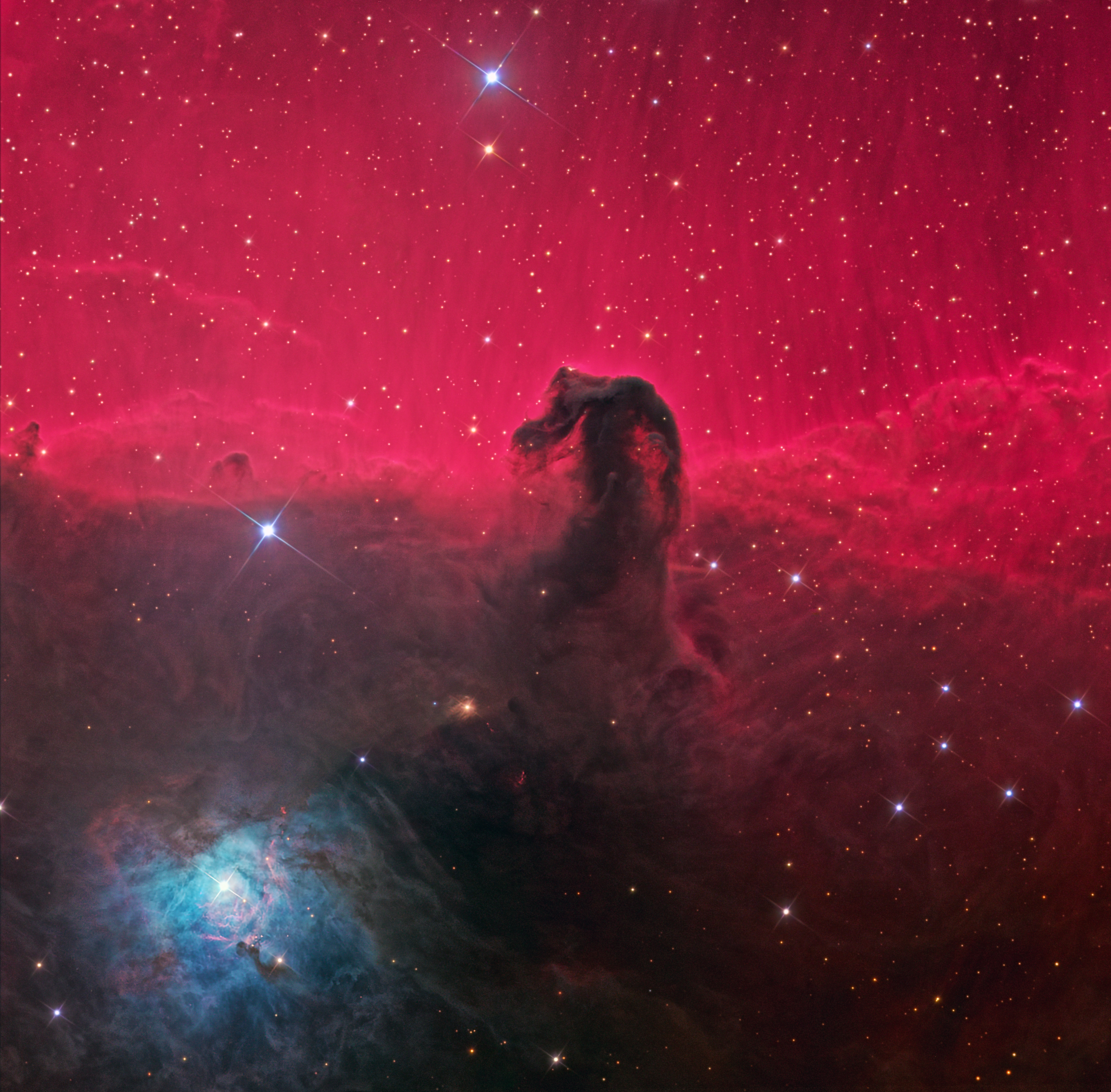
馬頭星雲（画像中央）と反射星雲 NGC 2023（画像左下）
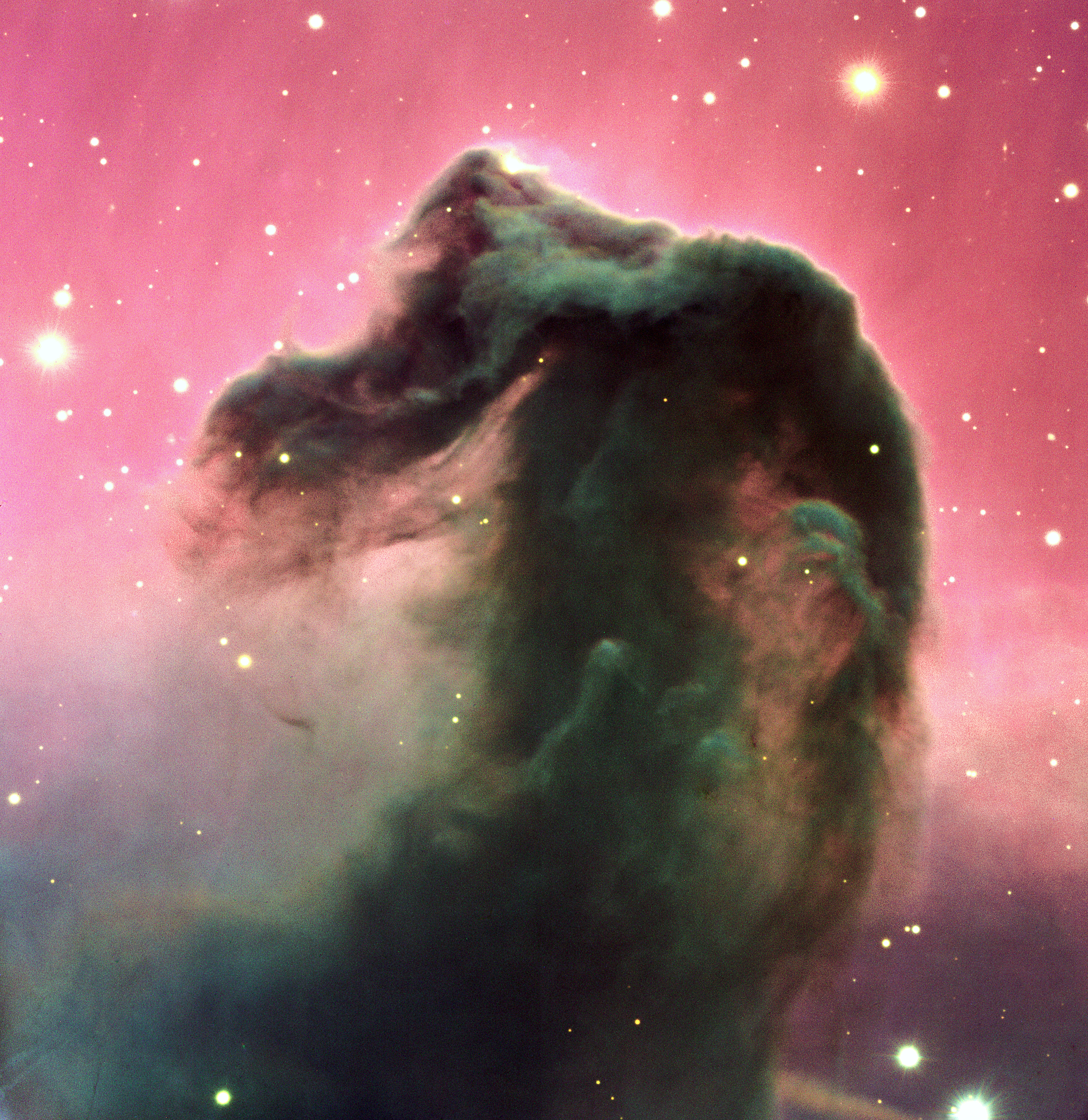
ヨーロッパ南天天文台が2002年に撮影した画像。
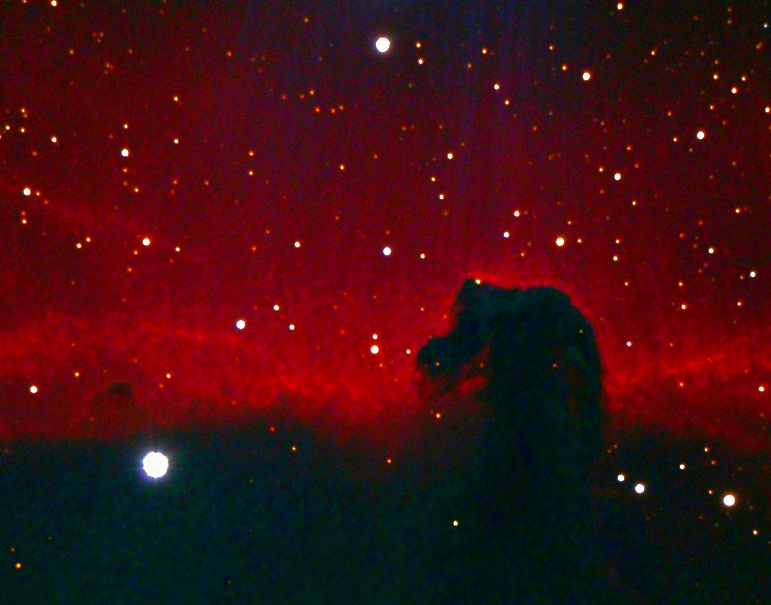
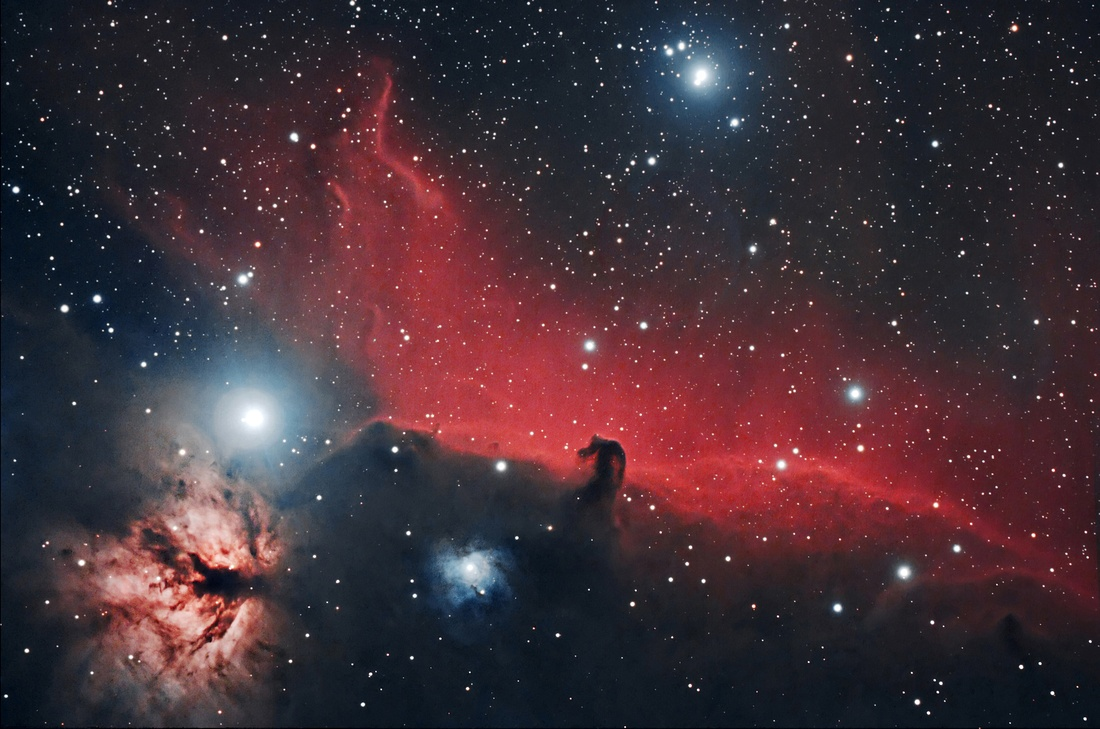
馬頭星雲とNGC 2024（画像左下）など。NGC 2024の近くの輝星はζ星
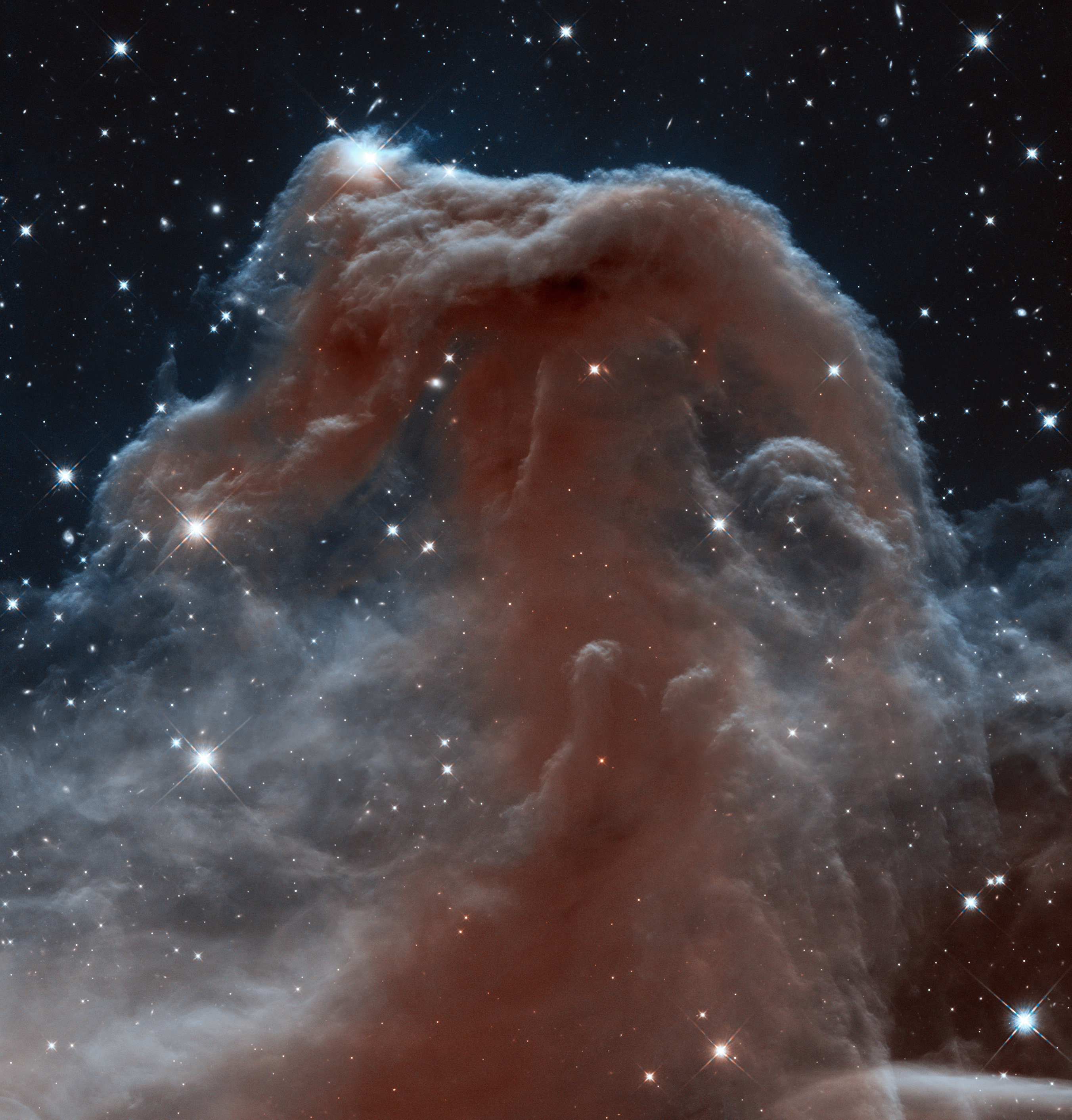
ハッブル宇宙望遠鏡が2013年に撮影した画像。赤外波長域での撮影。
馬頭星雲、NGC 2023、NGC 2024など